# 住吉神社 (四日市市)
住吉神社（すみよしじんじゃ）は、三重県四日市市天カ須賀にある神社。富洲原地区の一部である天ヶ須賀地区の氏子神社で、毎年お盆に天ヶ須賀の石取祭が開催される。

## 概要
天ヶ須賀地区の北部、伊勢湾沿いの国道23号の西側にあり、天ヶ須賀北町自治会の区域に位置する。創建年代は不明だが、古く朝明郡所属の富田六郷の天ヶ須賀村時代から創建されていた。富田六郷の地域民と天ヵ須賀村の人々に崇敬されていた。天ヵ須賀村は近世の江戸時代に水産業の漁業と海運業の廻船業が盛んな地域で、海の神である住吉大明神と厳島大明神を祀って航海の無事を祈っていた。
1873年（明治6年）に天ヶ須賀村の村社となり、1907年（明治40年）に天カ須賀地区の南方区域の山神社を合祀して、平成時代に至っている。神紋は三階松に三鱗である。
祭祀は例祭が毎年10月17日に行われて、その他の年中恒祭儀が4回あり、毎年8月14日には天ヶ須賀の石取祭が住吉神社で開催される。祈神祭（としごいまつり）は、毎年10月16日に実施される。

## 祭神
- 底筒之男命・中筒之男命・上筒之男命
- 市杵島姫命
- 大山祇命
- 厳島大明神

## 神社施設

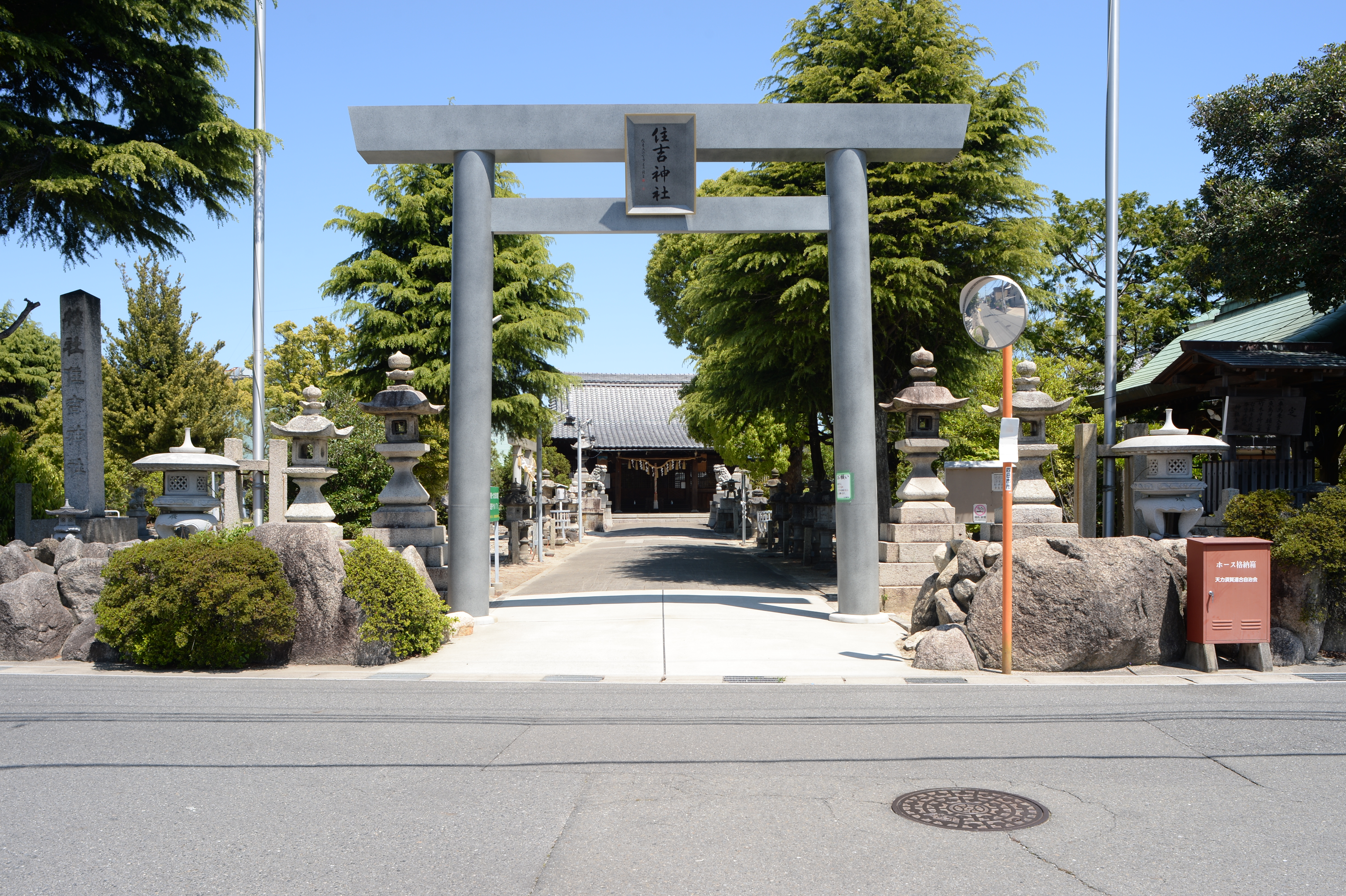
天カ須賀住吉神社鳥居（表）

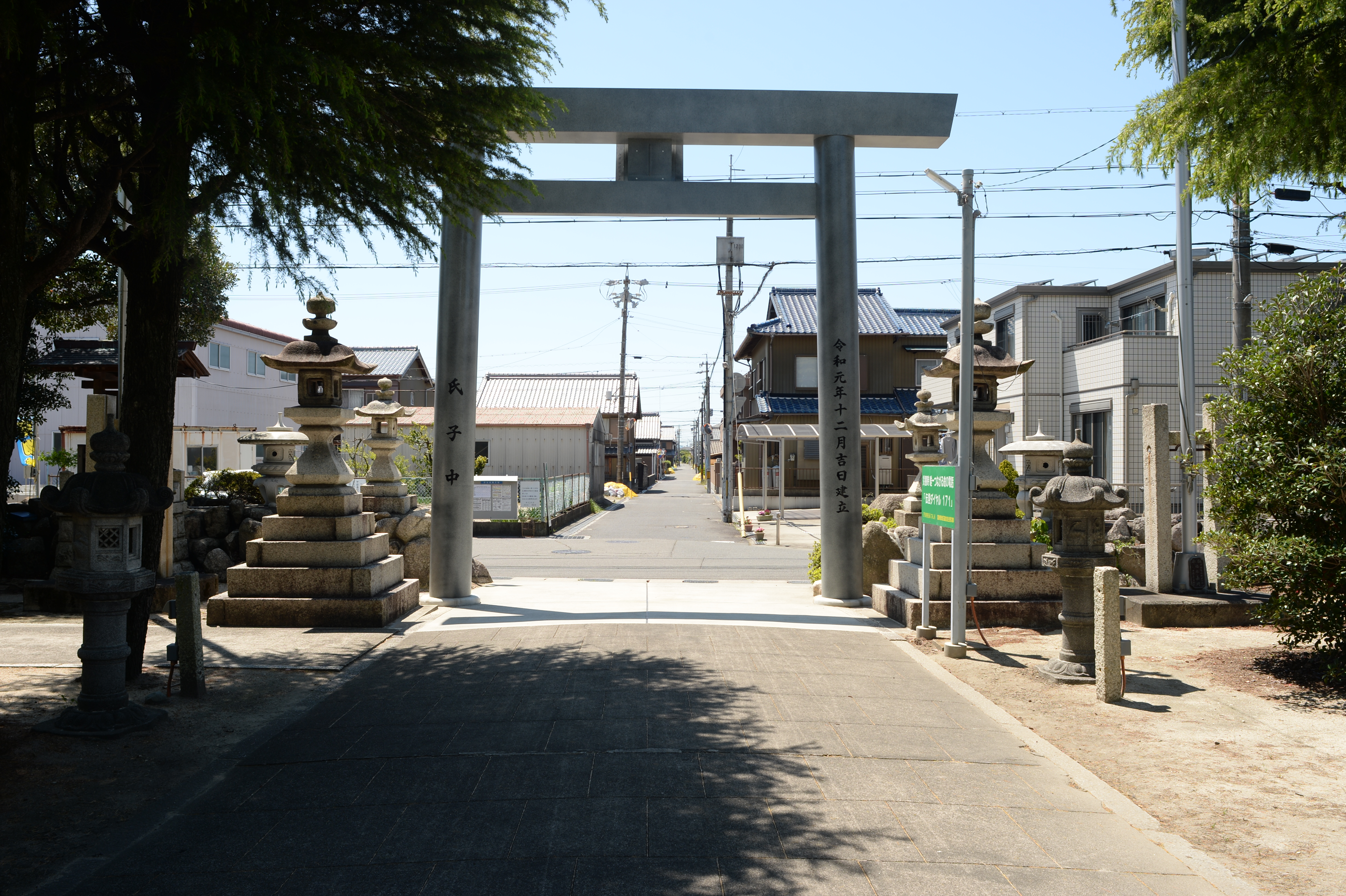
天カ須賀住吉神社鳥居（裏）

鳥居は平田紡績の経営者など三重郡富洲原町時代に寄付された鳥居が平成期まであったが、2019年（令和元年）12月に自治会によって鳥居が新造された。境内の神社には、護国神社があり、本殿が左手になり、権現造であり、祭神は郷土出身の西南戦争などの戦没者を祭ってある。地域の高齢女性の仏教祈願の供え物がある地蔵さんが隣の敷地にある。昭和10年頃に、掘り出されたお地蔵さんが境内に祭ってある。社殿は本殿が住吉造りで拝殿と社務所がある。境内の広さは1849坪である。氏子は四日市市天ヶ須賀地区に800戸である。由緒は創立年代不詳だが1759年（宝暦9年）に新造されて、古くから弁財天を祭っていたが、江戸時代に船仲間が大阪から住吉大明神を請い受けて、初めて神殿を造った。航海の神様で、社前の石を持って船に乗ると、船酔いしないとの言い伝えがある。1873年（明治6年）に天ヶ須賀地区の村社となる。1907年（明治40年）に大山祈命を合祀して天ヶ須賀地区の南方の天ヶ須賀港町にある無格社の神社の山の神を村社であった住吉神社に合祀する。同年に内務省神社局から神社の特別な供進社に指定される。天ヶ須賀地区には名称が住吉神社を由来とする住吉町自治会（元赤線の風俗街・歓楽街）がある。

## 交通
- 近鉄名古屋線川越富洲原駅より東へ徒歩10分